# (9357) Венесуэла
(9357) Венесуэла (исп. Venezuela) — астероид главного пояса, который был открыт 11 января 1992 года венесуэльским астрономом Орландо Наранхо в обсерватории Мерида и назван в честь Венесуэлы, государства в Южной Америке.

Орбита астероида Венесуэла и его положение в Солнечной системе